# Microsoft Paint 3D
Paint 3D — растровый графический редактор и программа для 3D-моделирования и печати, представленная в обновлении Windows 10 Creators Update. Разработан студией LIFT London. Paint 3D включает в себя функции приложений Microsoft Paint и 3D Builder, объединяя в себе лёгкий гибридный способ редактирования 2D-3D, который позволяет пользователям выбирать различные формы из приложения, своего персонального компьютера и OneDrive служба компании Microsoft.

## История
В мае 2016 года в Microsoft Store попала версия Microsoft Paint для универсальной платформы Windows под названием New Paint с новым гибридным интерфейсом боковой панели с лентой и некоторой поддержкой трёхмерных объектов. Вскоре после этого Microsoft заменила его недоступным для скачивания приложением под названием Newcastle.
В октябре 2016 года пользователь Twitter показал видео о готовящейся версии Paint для Windows 10. Видео демонстрирует новые функции, такие как полностью переделанный интерфейс с учётом ввода с помощью пера, а также возможность создавать и изменять базовые 3D-модели.
Версия Universal Windows Platform была официально анонсирована и выпущена 26 октября 2016 года в рамках основного выступления по Обновлению создателей Windows 10. Приложение было доступно для пользователей Windows 10 со сборкой номер 14800 или выше и сосуществует с предыдущей версией Paint на момент сборки 14955. В дополнение к 3D-формату в этой версии появилась возможность сохранять прозрачные пиксели в 2D-чертежах, наклейки с клипартами, удаление фона, возможность загружать и импортировать чертежи сообщества из приложения, UWP обмениваться значками ленты силуэтов, новая плоская боковая панель. значки сине-фиолетовых тем в приложении, возможность смены фона и информационные видеоролики. Одно из видеороликов однозначно подтверждает, что Paint 3D является развитием Microsoft Paint, показывая более старые версии Paint из выпусков Windows 1, 3.1, Vista и 10.
Paint 3D была на короткое время заменена Microsoft Paint, в сборках Windows 14971 и 14986. Однако из-за жалоб на новый интерфейс и функции, отсутствующие в Paint 3D, команда Windows решила позволить двум приложениям сосуществовать.
В ходе разработки подразделы стикеров переставлялись, добавлялись новые стикеры, добавлялись дополнительные классические 2D-фигуры, добавлялась опция отключения экрана приветствия, улучшались полосы прокрутки, добавлялась возможность изменять размер холста с помощью мыши, и стикеры были включены для автоматического наклеивания, если пользователь переключился на другой вид деятельности, не нажимая кнопку штампа.
Руководитель Windows Insider Дона Саркар подтвердила, что Windows 10 Mobile версия Paint 3D вступила в стадию разработки.
В Windows 10 Fall Creators Update обновленная версия Paint 3D была выпущена в Microsoft Store. Это позволило пользователям напрямую загружать или скачивать модели из Remix 3D.
Наиболее распространенные функции Paint 3D связаны с поддержкой 3D-объектов. Paint 3D предоставляет трёхмерные изображения людей, животных, геометрических фигур, текста и рисунков. Пользователи могут вращать объекты, регулировать размещение 3D-объектов во всех трех измерениях и применять 2D-объекты в качестве стикеров к 3D-объектам. Сам холст может быть повернут в трёхмерном пространстве или скрыт, но он не может вращаться, пока пользователь редактирует.
Он включает в себя многие 2D-объекты из Microsoft Paint и новые красочные «наклейки», которые функционально похожи на традиционные 2D-формы, а также шаблоны, которые можно применять к фону и 3D-объектам. 2D текст доступен, а также 3D текст.
Анимации могут быть сохранены в 2D и 3D форматах и предоставлены для совместного использования с помощью функции Windows Share или OneDrive (предназначено как хранилище, созданное пользователем, заменив Remix3d.com). Из-за этих функций Microsoft включила лицензионное соглашение, которое появляется при запуске приложения.
С 4 ноября 2024 года, Paint 3D не будет получать обновлений в будущем и будет удалён с Microsoft Store.

### Критика
Paint 3D получил высокую оценку за представленные ею новые функции, его роль в развивающейся поддержке 3D в Windows 10, новый пользовательский интерфейс, улучшенную поддержку и уровень инноваций, невиданных при разработке Microsoft Paint. Приложение стало использоваться в периферийных играх, находя свою нишу в игровом дизайне и общем игровом процессе. Тем не менее, пользователи раскритиковали его в Интернете и в Центре обратной связи за отсутствие некоторых функций Microsoft Paint, отсутствие доступных 3D-инструментов, а также за то, что их не так просто использовать с помощью мыши и клавиатуры, особенно на самых ранних итерациях приложения. .

## Возможности и приёмы работы

### Создание двухмерных объектов
Для создания двухмерных объектов используется инструмент Кисть либо добавление готовых объектов в разделе «Двухмерные фигуры». Также присутствует возможность добавления двухмерного текста. Создание двухмерных объектов осуществляется на Холсте.

### Создание трёхмерных объектов
Создание трёхмерных объектов осуществляется в разделе «Трёхмерные объекты», где помимо инструментов для самостоятельного создания трёхмерных объектов присутствуют уже готовые объекты и модели. Также присутствует возможность создания трёхмерного текста. Работать с трёхмерными объектами рекомендуется с функцией Трёхмерное представлении.

### Библиотека трёхмерных объектов
В разделе библиотека трёхмерных объектов можно выбрать уже готовые трёхмерный объекты, изменять их и использовать в создании других объектов.

### Волшебное выделение
Для создания трёхмерных объектов можно использовать двухмерные объекты. Для этого необходимо нажать на кнопку «Волшебное выделение» и выделить объект который мы хотим превратить в трёхмерный.

### Наклейки
В разделе наклейки можно увидеть ряд наклеек которые можно наклеивать на трёхмерные объекты. Наклейки можно увеличивать, уменьшать, кроме того во второй вкладке можно выбрать наклейки из разных материалов: дерево, камень и другие. Также можно создавать наклейки самому из двухмерных рисунков. В третей вкладке можно создать собственную наклейку из файлов на компьютере.

### Смешанная реальность
Возможность просмотра трёхмерных объектов в реальном мире с использованием камеры.